# Gmina związkowa Braubach
Gmina związkowa Braubach (niem. Verbandsgemeinde Braubach) – dawna gmina związkowa w Niemczech, w kraju związkowym Nadrenia-Palatynat, w powiecie Rhein-Lahn. Siedziba gminy związkowej znajdowała się w mieście Braubach. 1 lipca 2012 gminę połączono z gminą związkową Loreley i obie utworzyły nowa gminę związkową Braubach-Loreley. Dnia 1 grudnia 2012 zmieniono jej nazwę na poprzednią czyli gmina związkowa Loreley (Verbandsgemeinde Loreley).

## Podział administracyjny
Gmina związkowa zrzeszała pięć gmin, w tym jedną gminę miejską (Stadt) oraz cztery gminy wiejskie:
1. Braubach
2. Dachsenhausen
3. Filsen
4. Kamp-Bornhofen
5. Osterspai